# Quito de Baussy
Quito de Baussy (né le 19 mars 1982 à Bouafles, mort le 6 octobre 2015) est un étalon du stud-book Selle français, qui a concouru en saut d'obstacles avec Éric Navet. 

## Histoire
Il naît le 19 mars 1982 à l'élevage d'Alain Navet, à Bouafles dans l'Eure.
Il est monté durant la plus grande partie de sa carrière par Éric Navet, avec qui il devient notamment champion du monde et champion d'Europe. Il fête ses 32 ans en 2014, un âge avancé pour un ancien cheval de compétition.
Il meurt le 6 octobre 2015, à 33 ans.

## Palmarès[4]
- 1990 : Médaille d'or aux Jeux Équestres Mondiaux de Stockholm par équipe et en individuel.
- 1991 : Médaille d'or en individuel aux championnats d'Europe de La Baule
- 1992 : Médaille de bronze par équipe aux Jeux olympiques de Barcelone
- 1993 : Médaille de bronze par équipe aux championnats d'Europe à Gijón
- 1994 : Médaille d'argent aux Jeux Équestres Mondiaux de La Haye par équipe.